# منطقة النعايم الاقتصادية
منطقة النعايم الاقتصادية، هي منطقة صناعية اقتصادية كويتية قيد التأسيس والإنشاء في المنطقة الغربية لدولة الكويت، وهي إحدى المناطق الاقتصادية الثلاث في البلاد إلى جانب كل من منطقة العبدلي الاقتصادية ومنطقة الوفرة الاقتصادية. تبلغ مساحة منطقة النعايم الاقتصادية 6 كم²، وهي من إنشاء وإدارة هيئة تشجيع الاستثمار المباشر التي أنشأت بالقانون رقم 116 لسنة 2013. تهدف الحكومة الكويتية من إنشاء المنطقة لتنويع اقتصادها من خلال جذب المزيد من الاستثمارات الأجنبية لبناء اقتصاد مستدام للاستعداد لمرحلة ما بعد عصر النفط، وأن تكون المنطقة قاعدة مركزية لتوسعة الصناعات الأساسية في البلاد بتكلفة منخفضة وموطنًا للصناعات الذكية وتقنية الطاقة المتجددة.

## المراحل الزمنية
تعمل الحكومة الكويتية على إنشاء منطقة النعايم الاقتصادية وفقًا للمراحل الزمنية التالية:
- تحديث الدراسات الاقتصادية والمالية والتوقيع عليها من قبل الجهات المعنية مطلع عام 2023.
- استكمال مقترح تصميم المشروع بداية عام 2024.
- تصميم البنية التحتية وإعداد المخططات التنظيمية مطلع عام 2025.
- طرح مناقصة مراحل التنفيذ في الربع الأخير من عام 2025.